# ブルターニュの地方

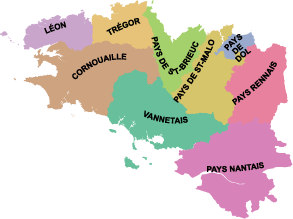
ブルターニュの古い州

ブルターニュの地方（仏: Pays de Bretagne、ブルトン語:Broioù kozh Breizh）は、ブルターニュで伝統的に区別されてきた9つの地方のこと。カトリック教会の司教区で区切られ、徴税や徴兵など歳入の区域にも利用された。固定されることがなく、時代によって移動した。現在は行政上の単位とはなっていない。
- ペイ・ド・レオン（ブルトン語: Bro Leon） - 中心はサン＝ポル＝ド＝レオン
- トレゴール（ブルトン語: Treger） - 中心はトレギエ
- コルヌアイユ（ブルトン語: Bro Gernev） - 中心はカンペール
- ヴァンヌテ（ブルトン語: Bro-Gwened）　-　ガロ＝ロマン時代、同じ地域にあった王国ブロエレック（ブルトン語: Broërec）の名で呼ばれることもある。中心はヴァンヌ。
- ペイ・ド・サン＝ブリユー（ブルトン語: Bro-Sant-Brieg） - 中心はサン＝ブリユー
- ペイ・ド・サン＝マロ（ブルトン語: Bro Sant-Maloù） - 中心はサン・マロ
- ペイ・ド・ドル（ブルトン語: Bro-Zol） - 中心はドル＝ド＝ブルターニュ
- ペイ・ナンテ（ブルトン語: Bro Naoned） - 中心はナント
- ペイ・レンネ（ブルトン語: Bro-Roazhon） - 中心はレンヌ